# 耿曄
耿曄（？年—？年），字季遇，扶風郡茂陵縣（今陝西省興平市東北）人。耿恭之孫，東漢度遼將軍。

## 父親
元初二年（公元115年），耿曄的父親京兆虎牙都尉耿溥在丁奚城攻打羌軍兵敗而死。於是朝廷任命耿溥的兒子耿曄和耿宏為郎官。

## 生平
永建二年（公元127年）二月，鮮卑攻打遼東玄菟，時任烏桓校尉的耿曄徵發邊境各郡郡兵和烏桓的軍隊前往討伐，斬獲甚多，鮮卑三萬人到遼東郡投降。
永建六年（公元131年），耿曄派兵攻打鮮卑，攻破鮮卑。
陽嘉元年（公元132年）冬天，耿曄派遣烏桓酋長戎末廆等人攻打鮮卑，大勝而歸。鮮卑反攻遼東屬國，耿曄轉移陣地到遼東郡的無慮城抵禦鮮卑。
陽嘉二年（公元133年），宋漢升任太僕，朝廷任命烏桓校尉耿曄接任度遼將軍。
陽嘉三年（公元134年），西羌入侵隴右，隔年（公元135年）十月，烏桓侵犯雲中郡。時任度遼將軍的耿曄率軍追擊，戰事不利，十一月，烏桓圍困耿曄於蘭池城。東漢朝廷發兵數千人前去解圍，於是烏桓退兵。
永和元年（公元136年），耿曄因病被徵召，護羌校尉馬續接任為度遼將軍。